# Chris Gunter

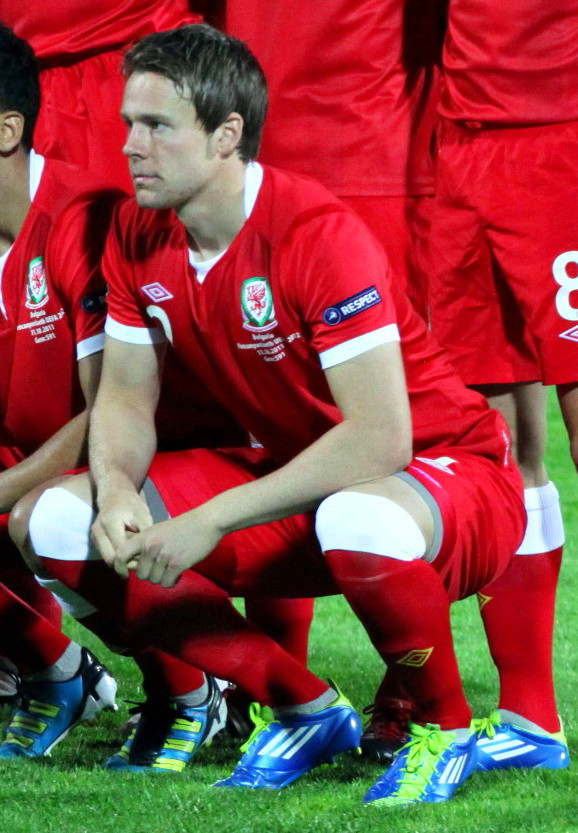
Chris Gunter (v roce 2011)

Christopher Ross "Chris" Gunter (* 21. července 1989 Newport, Wales, Spojené království) je bývalý velšský fotbalový obránce.

## Klubová kariéra
- Cardiff City FC (mládež)
- Cardiff City FC 2006–2008
- Tottenham Hotspur FC 2008–2009
- →  Nottingham Forest FC (hostování) 2009
- Nottingham Forest FC 2009–2012
- Reading FC 2012–2020
- Charlton Athletic FC 2020–2022
- AFC Wimbledon 2022–2023

## Reprezentační kariéra
Chris Gunter nastupoval za velšské mládežnické reprezentace U17, U19 a U21.
Svůj debut za velšský národní A-tým absolvoval 26. 5. 2007 v přátelském utkání ve Wrexhamu proti týmu Nového Zélandu (remíza 2:2). Se svým mužstvem se mohl v říjnu 2015 radovat po úspěšné kvalifikaci z postupu na EURO 2016 ve Francii (byl to premiérový postup Walesu na evropský šampionát). V závěrečné 23členné nominaci na šampionát nechyběl.